# Митюшинский
Митюшинский (также известен как Митюшино) — упразднённый населённый пункт на территории современного Салаватского района Республики Башкортостан (ранее — Мурзаларская волость, Месягутовский кантон, БАССР).

## География
Находился на левом берегу реки Юрюзани.
Расстояние до центра ВИКа д. Аркаулово — 2 версты.

## История
Хутор назван по фамилии его основателя — жителя аула Аркаул Митюшина. Он в конце 19 века переселился из аула Аркаулово на противоположный берег реки Юрюзань, поставил дом, хозяйственные постройки и зажил особняком рядом с башкирской деревней Куселярово. Позднее Митюшин держал магазин в Аркауле.
В 1970-е гг. Митюшинский присоединен к д. Куселярово, ныне — улица Митюшинская в составе д. Куселярово.

## Население
По переписи 1920 года хутор населяли преимущественно русские. Число домохозяйств — 23 (в 1925 году — 24). Мужчин — 50, женщин — 82, всего — 132 человека.

## Известные уроженцы, жители
- Головин, Алексей Степанович (1912—1981) — Герой Советского Союза.